# ジークフリート・ウイバーライター

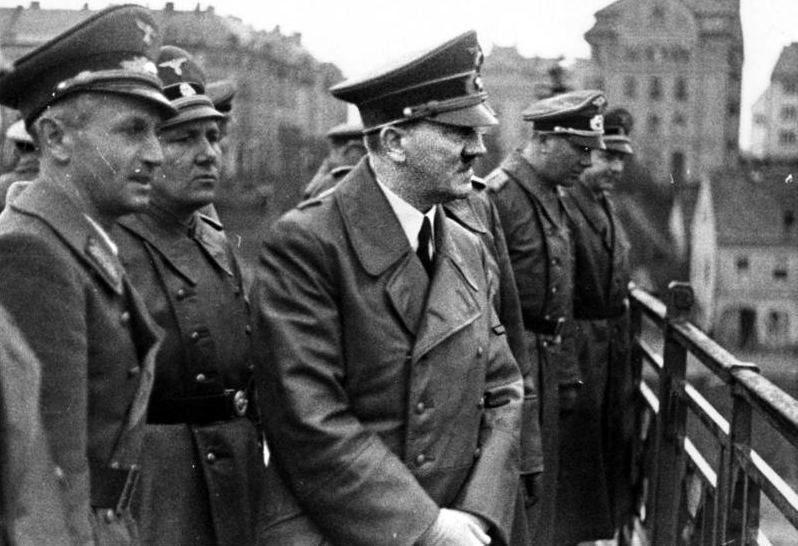
左からウイバーライター, マルティン・ボルマン, アドルフ・ヒトラー 、

ジークフリート・ウイバーライター（Siegfried Uiberreither、1908年3月29日- 1984年12月29日?）は、ドイツの政治家。シュタイアーマルクの国家代理官(de:Reichsstatthalter)、国家社会主義ドイツ労働者党のシュタイアーマルク帝国大管区指導者。最終階級は突撃隊大将。

## 略歴
オーストリア＝ハンガリー帝国のザルツブルクにて生まれる。1924年に、シルユーゲント（Schilljugend）へ入団した。大学では法学を学び、工事現場助手をする。1930年からはグラーツのシュタイアーマルクで労働者健康保険組合の秘書を務める。
1931年、突撃隊に入隊。1933年に博士論文を提出して法学博士になり、健康保険組合の管理職付秘書となる。1937年に違法となったシュタイアーマルク突撃隊旅団長となり、1938年国家社会主義ドイツ労働者党に入党（党員番号6,102,560）。1938年3月13日のアンシュルス（オーストリア併合）後にグラーツの警察臨時本部長となる。5月24日にはシュタイアーマルク大管区指導者に任じられた。6月からはシュタイアーマルク州首相となり、突撃隊中将に昇進した。
1939年から1940年にかけて山岳猟兵として一時的に兵役につき、ノルウェー上陸に参加する。1940年4月に少尉の階級で除隊した。
1940年3月15日よりシュタイアーマルクの国家代理官(de:Reichsstatthalter)に任じられ、1941年のユーゴスラビア侵攻に設置された下シュタイアーマルク民政地域（de）の民政長官に任命された。1942年からシュタイアーマルクの国家防衛委員（de:Reichsverteidigungskommissar）となる。1943年に突撃隊大将に昇進。1944年9月25日よりシュタイアーマルク国民突撃隊指導者となる。
1945年5月末に逮捕され、ニュルンベルク裁判において証人となる。1947年にユーゴスラビアに引き渡されるのを恐れて逃亡。その後はアルゼンチンに滞在したとも、偽名を使ってジンデルフィンゲンの家族の下に潜んでいたとも伝わる。死亡年月日も死亡場所も不明であり、一説には死亡した年月日は1984年12月29日または1986年1月7日ともされる。